# Морозівська сільська рада (Баришівський район)
| Морозівська сільська рада — колишній орган місцевого самоврядування у Баришівському районі Київської області з адміністративним центром у с. Морозівка. Історична дата утворення: в 1927 році. Сільській раді підпорядковані населені пункти: - с. Морозівка |

## Склад ради
Рада складається з 16 депутатів та голови.

### Керівний склад ради
| ПІБ                           | Основні відомості                                            | Дата обрання | Дата звільнення |
| ----------------------------- | ------------------------------------------------------------ | ------------ | --------------- |
| Солодкий Анатолій Панасович   | Сільський голова, 1946 року народження, освіта, безпартійний | 26.03.2006   | 01.12.2009      |
| Саміленко Наталія Анатоліївна | Сільський голова, 1973 року народження, освіта вища          | 31.10.2010   |                 |

Примітка: таблиця складена за даними джерела

## Населення
Згідно з переписом УРСР 1989 року чисельність наявного населення сільської ради становила 2451 особа, з яких 1145 чоловіків та 1306 жінок.
За переписом населення України 2001 року в сільській раді мешкало 2397 осіб.

### Мова
Розподіл населення за рідною мовою за даними перепису 2001 року:
| Мова       | Відсоток |
| ---------- | -------- |
| українська | 95,60 %  |
| російська  | 3,74 %   |
| білоруська | 0,37 %   |
| інші       | 0,29 %   |